# National Basketball Players Association
La National Basketball Players Association (NBPA, en español, Asociación Nacional de Jugadores de Baloncesto) es el sindicato que representa a los jugadores de la National Basketball Association (NBA). Se fundó en 1954, y es el sindicato de jugadores profesionales norteamericanos más longevo. Sin embargo, la NBPA no tuvo el reconocimiento de los propietarios de las franquicias hasta una década más tarde.
Sus oficinas se encuentran en el histórico edificio del Park and Tilford Building, en Harlem, Nueva York. Funcionó brevemente como asociación comercial tras la huelga de jugadores en la temporada 2011-12.

## Formación
La idea del sindicato nació de Bob Cousy en 1954, junto con su amigo y agente Joe Sharry. Se puso en contacto con los jugadores más representativos de cada equipo de la NBA por carta, Paul Arizin de Philadelphia, Carl Braun New York, Bob Davies de Rochester, Paul Hoffman de Baltimore, Andy Phillip de Fort Wayne,  Jim Pollard de los Lakers, Dolph Schayes de Syracuse y Don Sunderlage de Milwaukee, en busca de solidaridad entre todos los jugadores de la liga, recibiendo respuesta positiva de todos a excepción de Andy Phillip.

## Límite salarial
El origen del límite salarial en la NBA se remonta a mediados de los años 40, en los comienzos de la competición, pero fue abolida tras una temporada en vigencia. No fue hasta la temporada 1984-85 cuando se retomó esta práctica, con el fin de equilibrar las plantillas en lo posible para conseguir una liga más competitiva. Antes de instaurarse la norma, los equipos podían gastarse lo que quisieran en las fichas de sus jugadores. Sin embargo, a partir de ese año, la cifra total de sus nóminas no podía exceder de 3,6 millones de dólares. La media de la nómina de cada jugador rondaba los 330.000 dólares.

## Dirección

### Directores ejecutivos
- Larry Fleisher (1970–1988)
- Charles Grantham (1988–1995)
- Simon Gourdine (1995–1996)
- Alex English (1996, interim)
- Billy Hunter (1996–2013)
- Michele Roberts (2014–2021)
- Tamika Tremaglio (2021–2023)
- Andre Iguodala (2023-presente)[5]

### Presidentes
- Bob Cousy: 1954–1958
- Tom Heinsohn: 1958–1965
- Oscar Robertson: 1965–1974
- Paul Silas: 1974–1980
- Bob Lanier: 1980–1985
- Junior Bridgeman: 1985 – febrero de 1988
- Alex English: febrero de 1988 – octubre de 1988
- Isiah Thomas: octubre de 1988 – febrero de 1994
- Buck Williams: febrero de 1994 – septiembre de 1997
- Patrick Ewing: septiembre de 1997 – julio de 2001
- Michael Curry: julio de 2001 – junio de 2005
- Antonio Davis: junio de 2005 – noviembre de 2006
- Derek Fisher: noviembre de 2006 – agosto de 2013[6]
- Chris Paul: agosto de 2013–agosto de 2021
- C. J. McCollum: agosto de 2021 – presente[7]

### Vicepresidentes
Pasado
- Roger Mason Jr. (21 de agosto de 2013 – 23 de junio de 2017)[8]
- Steve Blake (21 de agosto de 2013 – 23 de junio de 2017)[8]
- Kyle Korver (12 de febrero de 2016 – 23 de junio de 2017)[9]
- Carmelo Anthony (23 de junio de 2017 – 18 de febrero de 2019)[10]
- Stephen Curry (23 de junio de 2017 – 18 de febrero de 2019)[10]
- Pau Gasol (23 de junio de 2017 – 17 de febrero de 2019)[10]
- LeBron James (23 de junio de 2017 – 2 de febrero de 2019)[10]
- CJ McCollum (18 de febrero de 2018 – 7 de agosto de 2021)[11]
- Andre Iguodala (23 de junio de 2017 – 18 de febrero de 2023)[10][12]
- Kyrie Irving (17 de febrero de 2020 – 18 de febrero de 2023)[13][12]

Actuales
- Andre Iguodala § (23 de junio de 2017-presente)[10]
- Garrett Temple (23 de junio de 2017-presente)[10]
- Bismack Biyombo (18 de febrero de 2019-presente)[15]
- Jaylen Brown (18 de febrero de 2019-presente)[15]
- Malcolm Brogdon (18 de febrero de 2019-presente)[15]
- Grant Williams (7 de agosto de 2021-presente)[11]
- Jaren Jackson Jr. (18 de febrero de 2023-presente)[12]
- Donovan Mitchell (18 de febrero de 2023 – presente[12]

§ Primer vicepresidente

### Secretario-Tesorero
- James Jones (c. 2014 – 18 de julio de 2017)[16][10]
- Anthony Tolliver (17 de febrero de 2018 – 5 de marzo de 2021)[17]
- Harrison Barnes (5 de marzo de 2021 – presente)[18]